# Bombardeos aéreos de Barcelona en enero de 1938
Los bombardeos de Barcelona de enero de 1938 consistieron en una serie de ataques aéreos realizados contra la ciudad condal por parte de la aviación legionaria italiana desde sus bases en Mallorca, desde el día 1 al 30 de enero y que revistieron una magnitud desconocida hasta entonces de los bombardeos en la guerra civil española. Una prueba de la intensidad de estos bombardeos fue que en los primeros veinte días de enero ya se había superado el número de víctimas de todos los bombardeos del año anterior. Y lo peor aún estaba por llegar porque el los bombardeo más devastador tuvo lugar el día 30 de enero.

## Contexto general
En enero de 1938 se estaba produciendo la crucial batalla de Teruel, ciudad que había sido tomada por los republicanos el 8 de enero después de un intenso asedio. La Segunda República Española parecía estar ganando el actual desenlace de la guerra, pues Madrid seguía resistiendo y en el Frente de Extremadura estaban desarrollándose algunas ofensivas de corto alcance. No obstante, los bombardeos contra Barcelona no constituían una novedad, si bien la capital catalana venía siendo bombardeada irregularmente desde noviembre de 1937. El 6 de enero el ministro Indalecio Prieto había intentado alcanzar un acuerdo para evitar el bombardeo de las retaguardias de ambos bandos, pero sus gestiones no tuvieron éxito alguno.

## Los bombardeos
Durante la batalla de Teruel no se paralizaron los bombardeos del bando sublevado sobre la zona republicana, más bien se incrementaron centrándose especialmente en Barcelona, la nueva capital de la República desde noviembre de 1937. El primer ataque se produjo el 1 de enero de 1938 cuando una escuadrilla de S-81 bombardeó el casco antiguo de la ciudad condal causando una gran destrucción.
Ese mismo día 1 de enero de 1938 un solitario avión italiano que realizaba una misión muy especial bombardeó el puerto de Barcelona. Para probar si los Savoia S-79 podían realizar ataques nocturnos, algo sobre lo que los pilotos italianos tenían muchas dudas, el propio subsecretario de la aviación italiana, el general Giuseppe Valle efectuó personalmente un vuelo desde Italia para bombardear el puerto de Barcelona. El ataque fue un completo éxito pero demostró, como ha señalado el historiador José Luis Infiesta, citado por Solé i Sabaté y Villarroya:

Hasta qué punto llegó el desprecio italiano por el derecho internacional y los Acuerdos de No-Intervención: un aparato perteneciente a una escuadrilla italiana, con sus insignias y distintivos y con su dotación de la aviación de este país, despegó de un aeródromo italiano y bombardeó una ciudad de una nación con la que no estaba en guerra. Claro es que aviones y barcos de guerra italianos, no era la primera vez que hacían agresiones similares

El día 6 de enero varios S-81 italianos volvieron a bombardear Barcelona. El día 7 las bombas alcanzaron el barrio de la Barceloneta, en especial una escuela donde murieron varios niños. Probablemente se usaron bombas incendiarias porque los bomberos tardaron mucho tiempo en controlar el fuego. El día 8 las bombas cayeron sobre los barrios de Pueblo Nuevo y El Guinardó, causando 18 muertos, entre ellos dos niños. El día 11 fue el turno de los barrios de San Andrés y Casa Antúnez (una de las paradojas del bombardeo de ese día fue que algunas de las bombas cayeron sobre edificios, de los que los bomberos sacaron varios cadáveres, de la calle Ramón Franco, el hermano del "Generalísimo" Franco, que esos momentos era el jefe de la aviación "nacional" de Baleares, de donde probablemente habían despegado los aviones italianos que perpetraron el ataque).
El 14 de enero tuvo lugar otro ataque contra Barcelona, del que el propio Ministerio de Defensa republicano recoge que se produjeron algunas víctimas mortales. Al día siguiente, 15 de enero, dos escuadrillas de Savoia S-79 de la Aviación Legionaria con sus bases en Mallorca bombardearon de nuevo el barrio de Pueblo Nuevo (aunque al parecer su objetivo era el puerto de Barcelona). Se extendió el rumor por Barcelona de que ese ataque pretendía intimidar a un grupo de diputados laboristas ingleses que estaban visitando los puntos más afectados por los bombardeos en el casco antiguo y en la Barceloneta.
El 19 de enero Barcelona fue sometida al bombardeo más duro de los realizados hasta esa fecha. El ataque llevado a cabo por 17 Savoia S-79 italianos tuvo lugar al mediodía sobre el centro de la ciudad y el número de muertos superó la cifra de 170. Según los historiadores Solé i Sabaté y Villarroya fue "sin duda el primer bombardeo aéreo de terror sufrido por Barcelona" "por el horario elegido, por los lugares donde cayeron las bombas y por el número de víctimas causadas". El ataque tuvo un gran impacto internacional debido a la brutalidad del mismo y al hecho de que en esos momentos se encontrara en Barcelona una delegación de diputados laboristas británicos. Periódicos como el francés L'Humanité o los británicos The Times o The Daily Express denunciaron los hechos.
Los ataques que estaba sufriendo Barcelona, especialmente el último que claramente pretendía sembrar el terror, y otras ciudades motivó que las Fuerzas Aéreas de la República Española (FARE), bajo las órdenes directas de Ignacio Hidalgo de Cisneros, bombardearan como represalia las principales ciudades de la "España Nacional": Salamanca, sede del Cuartel General del "Generalísimo" Franco desde donde "salen [las] órdenes para tanta matanza", el 21 de enero (hubo 8 muertos y 7 heridos graves); Sevilla el 23 (11 muertos y 23 heridos); y Valladolid el 25 (14 muertos y 70 heridos). En una declaración el gobierno republicano justificaba así las represalias:

Mientras nuestra aviación ha venido consagrándose exclusivamente a las operaciones militares de Teruel y en otras zonas a mantener servicios de vigilancia y protección, los facciosos han dedicado buena parte de sus aviones rápidos de bombardeo a agresiones que desde semanas constituyen un sistema inibterrumpido, pues no pasa día en que no se produzcan víctimas

Todas estas acciones de represalia fueron analizadas y justificadas en una extensa nota entregada al gobierno británico el 31 de enero de 1938 con el significativo título "La guerra que nos han enseñado los facciosos: el terror contra el terror. Sin embargo el Gobierno de la República se avendría a humanizar la lucha". En ella se fijaba la política republicana sobre el bombardeo de poblaciones y se hacía una oferta al bando sublevado para ponerles fin:

Frente a los aviones, arma terrible, no hay más que un recurso: la aviación usada con los mismos métodos que emplee el adversario, en mayores proporciones, si es posible. Es decir el terror contra el terror. (...) No hemos apelado a este sistema por escrúpulos de conciencia y, además, por creer que nuestra tutela de gobernantes se desborda del territorio en que ejercemos plena autoridad, para extenderse sobre el resto de la nación de toda la cual somos sus legítimos representantes. Hemos esperado en vano a que el enemigo desistiera del proceder alevoso que inició en Madrid, y que luego ha hecho proseguir con la misma furia sobre todas las poblaciones leales a la República. Ante la cruel persistencia en el ataque aéreo contra poblaciones civiles... [y] no pudiendo el mando resignarse a contemplar condolido el espectáculo de ruina y muerte sembradas por la aviación rebelde, ha dispuesto que la nuestra dé réplica a los bombardeos de Barcelona, Reus, Tarragona, Valencia y todo el litoral en suma, yendo a Salamanca, Sevilla y Valladolid. (...) 
 El ministro de Defensa Nacional declara públicamente que la aviación republicana se abstendrá en absoluto de bombardear poblaciones de la retaguardia lejana si el enemigo desiste de hacerlo, y que el gobierno de la República se allanará con gusto a cualquier iniciativa encaminada a un compromiso mutuo mediante el cual quede descartado de la guerra un procedimiento de lucha que sobre el dolor de derramar sangre inocente se acumula la pesadumbre de acelerar la ruina de España

Los bombardeos de represalia republicana tuvieron una respuesta inmediata con un nuevo ataque sobre Barcelona, el mismo día en que era bombardeada Valladolid, y que en esta ocasión se saldó con 41 muertos y 77 heridos, además de numerosos daños materiales. Otras estimaciones elevan la cifra de fallecidos a más de 50. Según del periódico La Vanguardia del día siguiente una de las bombas "cayó dentro de la cárcel Modelo, en la galería sexta, precisamente ocupada por presos fascistas, originando la muerte de tres de ellos y ocasionando heridas a otros".
El siguiente bombardeo aéreo de represalia sobre Barcelona fue el más devastador. Tuvo lugar el 30 de enero de 1938. Un primer ataque de dos formaciones de Savoia S-79 italianos se produjo hacia las 9 de la mañana. Fue bombardeado el centro de la ciudad siendo especialmente afectada la iglesia de San Felipe Neri donde se encontraba un refugio (muchos de los que allí se habían refugiado murieron) y sus alrededores, donde en un bajo de la calle de la Palla había una guardería por lo que murieron muchos niños. El segundo ataque perpetrado por dos nuevas escuadrillas de S-79 italianos tuvo lugar dos horas después.El número total de víctimas superó los 200 muertos y los daños materiales fueron enormes. Según otras estimaciones hubo 150 muertos (entre los que habría que citar los 48 niños de la guardería) así como 108 heridos de diversa consideración.

Yo estaba en la enfermería con otro chico. Mi hermano, que también estaba en el centro [de acogida de niños refugiados], vino a verme y cuando sonaron las sirenas bajó al refugio. Yo no podía moverme porque tenía un sabañón en el pie. Sonó la primera explosión y nos asustamos mucho. No sé cuanto rato pasó, pero hubo otra explosión. Estábamos en la enfermería paralizados, oyendo el sonido de las bombas. Después entraron unos adultos para evacuar a los que estábamos vivos y nos llevaron a la calle Ganduxer, donde estuve hasta el final de la guerra. Allí supe que mi hermano Gaspar había muerto.
Albert Mas (9 años), uno de los pocos niños que sobrevivió al bombardeo de San Felipe Neri.

Al parecer el ataque ejecutado por las escuadrillas italianas con base en Mallorca no fue consultado directamente con el mando franquista. Italia tenía autonomía en el uso de sus tres bases aéreas en Mallorca (Comando Aviazione Legionaria delle Baleari) y había efectuado bombardeos a lo largo de la costa mediterránea española en varias ocasiones sin contar con una autorización expresa de los militares sublevados españoles. El ataque fue realizado en dos ocasiones y se realizó principalmente contra zonas residenciales. El Conde Ciano, ministro italiano de Asuntos exteriores, diría a propósito de un informe que le habían hecho llegar sobre este último ataque:

He recibido y entregado al Duce el relato de un testigo ocular. Jamás había leído un documento de un realismo tan aterrador. Han sido destruidos grandes edificios, el pánico rayaba en la locura y se han producido 500 heridos. Y eso que en el ataque sólo han intervenido nueve aviones Savoia 79 y la operación no ha durado más allá del minuto y medio.

Los continuos bombardeos sobre Barcelona obligaron a suspender la reunión de las Cortes Republicanas prevista para el 1 de febrero de 1938 para "que no sirva a los facciosos como pretexto para realizar un nuevo bombardeo, que podría causar más víctimas entre la población civil", según una nota difundida por el gobierno de Juan Negrín. Finalmente la reunión se realizó ese mismo día, pero en el monasterio de Montserrat.

### Bombardeos sobre otras ciudades
Todos estos ataques sobre Barcelona fueron acompañados de otros bombardeos, especialmente los realizados contra Reus (21 y 24 de enero), Valencia (21 y 26 de enero) u otras localidades como Tarragona, Badalona o Gandía.

## Consecuencias
Los ataques contra Barcelona supusieron un escándalo internacional tras el que ya se había producido después del sangriento Bombardeo de Lérida, y el secretario británico de Asuntos Exteriores, Anthony Eden, prometió a Pablo de Azcárate (a la postre, embajador republicano en Londres) que intentaría realizar gestiones ante Franco para procurar evitar que se reprodujeran este tipo de bombardeos. Por un tiempo los diplomáticos republicanos tomaron en serio esta idea pero más adelante, después de la dimisión de Eden, se supo que el Reino Unido nunca había tomado iniciativa alguna. La Aviación republicana, por su parte, no tardó en responder y el 28 de enero bombardeó Salamanca, aunque constituyó un ataque insignificante. Los ataques contra Barcelona no se detuvieron, pues alcanzarían su clímax con los bombardeos del 16 al 18 de marzo.